# Historia de Alemania

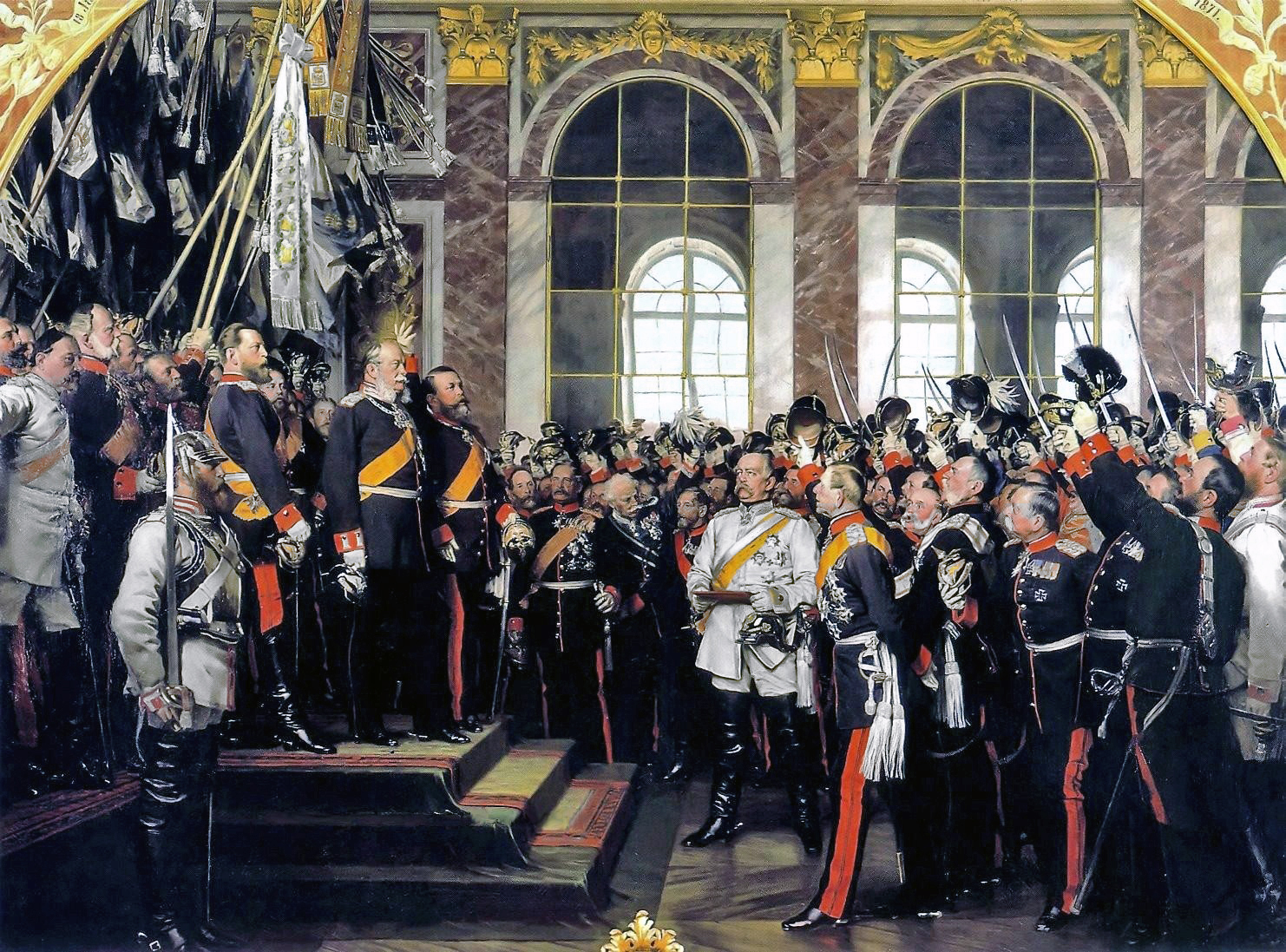
Proclamación del Imperio alemán

El territorio de la actual Alemania ha estado habitado desde tiempos remotos, pero debieron pasar muchos siglos —con numerosas inmigraciones, invasiones y conquistas— para que se configuraran las particularidades nacionales de los alemanes. En el sentido estricto de la palabra, Alemania como Estado no existió hasta la fundación del Imperio alemán en 1871. Hasta ese momento, "Alemania" había sido conformada por cientos de principados y condados que, si bien compartían una sola lengua y daban tributo a un solo emperador, eran de facto independientes entre sí.
El término deutsch (alemán) data del siglo VIII y originalmente hacía referencia a la parte oriental del reino de los francos, que en ese momento abarcaba lo que es ahora Francia y Alemania. Este término derivaría del germánico thouthaz 'pueblo' (cognado del latín tōtus 'todo [el pueblo]'). El primer reino "alemán" independiente surgió en el año 919 en la forma del reino germano, nacido del reino franco oriental. El Sacro Imperio Romano Germánico (Primer Reich) fue establecido por Otón el Grande en el 962 y perduró por casi mil años hasta su disolución en 1806 durante las guerras napoleónicas. A pesar de su longevidad, nunca logró transformarse en un Estado nación moderno como lo hicieron sus vecinos de Europa Occidental.
Comenzada la Reforma protestante en 1517, Alemania se dividió en un norte protestante y un sur católico. Ambas partes se enfrentaron en la desastrosa guerra de los Treinta Años (1618-48), que resultó en la desaparición de la autoridad imperial y una desintegración aún más profunda en el moribundo Reich. Los siguientes siglos fueron dominados por la rivalidad entre Austria y Prusia —ambos parte del Sacro Imperio—, quienes pelearon por la hegemonía absoluta del mundo alemán mientras el poder del emperador continuaba decayendo. El imperio fue formalmente disuelto en 1806 por las presiones de Napoleón Bonaparte, quien conquistó y reorganizó el territorio en la Confederación del Rin. Los más de trescientos estados imperiales fueron convertidos en treinta y seis estados clientes del Primer Imperio francés. Tras la derrota de Francia en 1815 se creó la Confederación Germánica, la cual mantuvo las fronteras y administración creadas durante el periodo napoleónico. El concepto de una Alemania unificada nació a la par del auge del nacionalismo en la mitad del siglo XIX. El principal debate en este periodo fue la llamada Cuestión alemana, que determinaría el futuro de la nación y el Estado que la lideraría (Prusia o Austria).
La Unificación de Alemania concluyó con la proclamación del Imperio alemán (Segundo Reich) el 18 de enero de 1871, con Prusia a la cabeza. Al iniciar el siglo XX, Alemania ya era una de las grandes potencias de Europa, rivalizando con la hegemonía de Reino Unido. El imperio lideró a las Potencias Centrales durante la Primera Guerra Mundial (1914-18), que resultó con su derrota y partición por parte de los Aliados. El Reich fue reemplazado por la República de Weimar, que sufrió de una constante inestabilidad política y económica. Tras la Gran Depresión, el país entró en una severa crisis que facilitó el auge del Partido Nacionalsocialista Obrero Alemán, que llegó al poder en 1933 con la elección de Adolf Hitler como canciller. Hitler proclamó el Tercer Reich y llevó a cabo una política expansionista que resultó en el estallido de la Segunda Guerra Mundial (1939-1945), conflicto que volvió a concluir en derrota alemana. 
Como parte de la Guerra Fría, el país fue dividido en una Alemania capitalista Occidental y una Alemania comunista Oriental. En los años de la posguerra se dio un éxodo masivo por toda Europa en la que millones de alemanes fueron reubicados o expulsados de los antiguos territorios orientales de Alemania. En la década de 1950 se dio el milagro económico alemán, gracias al cual Alemania Occidental obtuvo una gran expansión económica. La caída del Muro de Berlín en 1989 marcó el fin de la división del país.
La actual República Federal de Alemania nació el 3 de octubre de 1990, fecha en la que entró en vigor la Reunificación alemana. Esta fecha es conmemorada como el Día de la Unidad Alemana, la fiesta nacional de la nación.

## Prehistoria

### Edad de Piedra
Durante la Edad de Piedra, los bosques alemanes estaban poblados por grupos nómadas de cazadores y recolectores. Constituían las formas primitivas de Homo sapiens, como el Hombre de Heidelberg, que vivió hace 400 000 años. Poco después, aparecieron formas más avanzadas de Homo sapiens, como demuestran restos como el cráneo de Steinheim (de unos 300 000 años de antigüedad) y el más cercano de Ehringsdorf, de hace 100 000 años. Otro tipo humano fue el Neanderthal, descubierto cerca de Düsseldorf, que vivió hace 100 000 años. El tipo más reciente, que apareció hacia el 40 000 a. C., fue el de Cro-Magnon, un miembro del Homo sapiens, especie del ser humano actual.
Los pueblos cazadores se encontraron con pueblos agrícolas, representantes de las culturas más avanzadas del suroeste de Asia, que emigraron por el valle del Danubio hasta el centro del actual territorio alemán en torno al 4500 a. C. Estas poblaciones se mezclaron e instalaron, conviviendo en grandes chozas de madera, con techos a dos aguas, conocían la cerámica y realizaban intercambios de piedras preciosas, hachas de sílex y conchas con los pueblos del Mediterráneo. Cuando se agotaban sus campos de cultivo, trabajados con azadón manual, se trasladaban de lugar, volviendo pocos años después de esto.

### Edad del Bronce

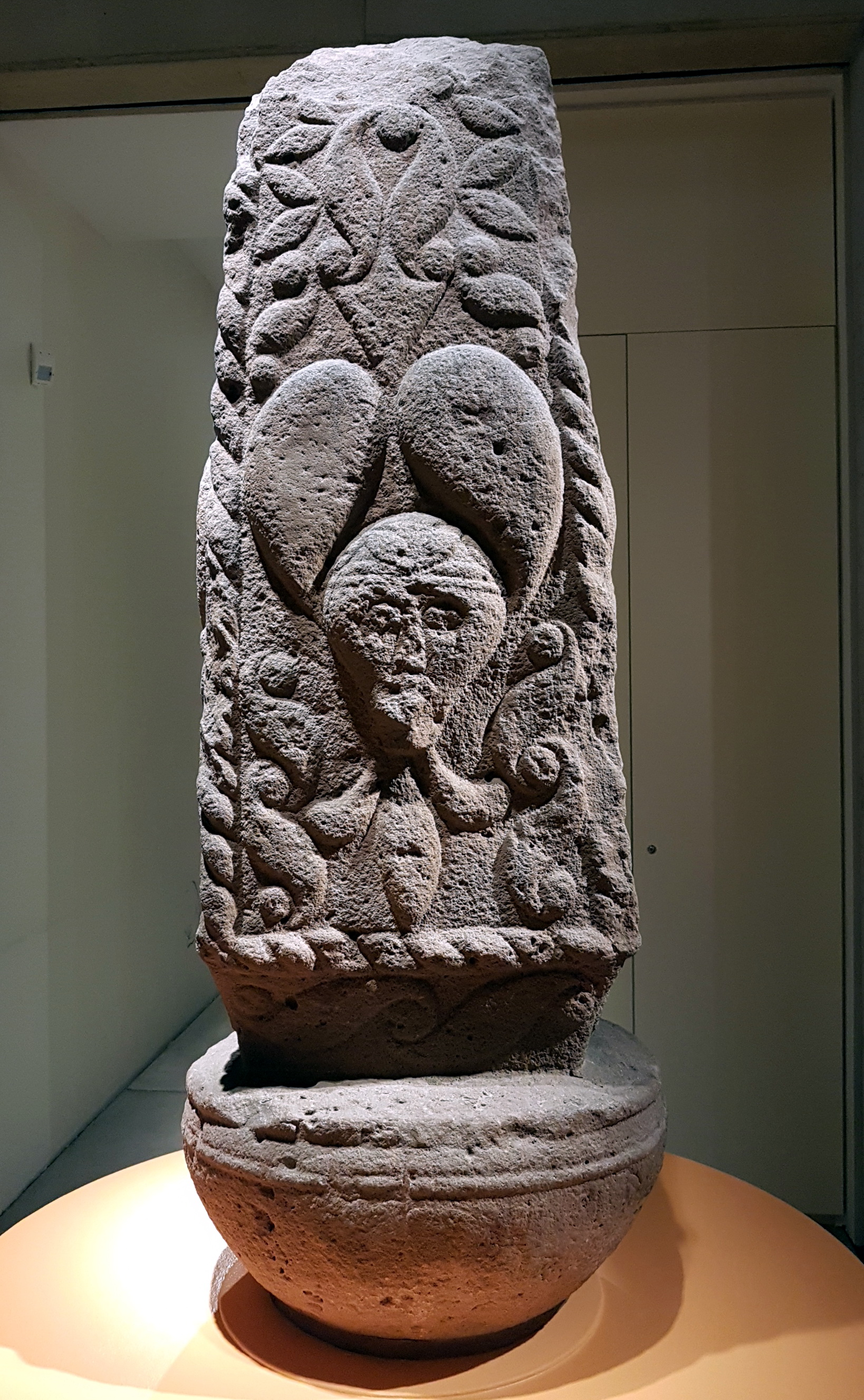
Estela celta encontrada en Pfalzfeld

La Edad del Bronce comenzó en el centro de Alemania, Bohemia y Austria hacia el 2500 a. C. con el conocimiento de la aleación del cobre y del estaño adquirido de pueblos del Mediterráneo Oriental. Alrededor del 2300 a. C. llegaron nuevas oleadas de pueblos procedentes, probablemente, del sur de Rusia. Estos indoeuropeos fueron los antepasados de los germanos, que se instalaron en el norte y sur de Alemania, los pueblos bálticos y eslavos en el este y los celtas en el sur y oeste.
Los grupos del centro y sur se mezclaron con la cultura del vaso campaniforme, que se trasladó hacia el este desde España y Portugal hacia el año 2000 a. C. Los pueblos representantes de la cultura del vaso campaniforme, probablemente indoeuropeos, fueron hábiles trabajadores del metal. Desarrollaron una floreciente cultura en Alemania e intercambiaron ámbar, procedente de la costa del mar Báltico, por bronce y cerámica del mar Mediterráneo.
Desde el 1800 hasta el 400 a. C., los pueblos celtas del sur de Alemania y de Austria desarrollaron una serie de progresos en el trabajo del metal, configurando varias culturas (Cultura de los campos de urnas, de Hallstatt y de La Tène), cada una de las cuales se difundió por toda Europa; introdujeron el uso del hierro para fabricar herramientas de trabajo y armas. La cultura céltica de La Tène realizó excelentes trabajos de metal y utilizó arados tirados por bueyes y carros con ruedas. Las tribus germánicas absorbieron gran parte de la cultura celta, la cual finalmente terminó extinta.
Antes de los romanos, los habitantes de la actual Alemania eran fundamentalmente los pueblos germánicos, grupos nómadas o seminómadas y que al igual que los romanos tenían esclavos, pero que en vez de tenerlos de servicio doméstico, les cobraban impuestos.[cita requerida] A estos pueblos se les reconoce como pueblos germánicos por el parentivo filogenético de sus lenguas. Ya durante la antigüedad algunos germanos adaptaron el alfabeto etrusco creando así el alfabeto rúnico, llegando incluso a poder comunicarse entre sí. El protogermánico se sitúa hacia el 750 a. C., por lo que hacia el siglo I d. C. sus lenguas ya presentarían una importante diversificación aunque las lenguas de los grupos más cercanos aún podrían tener cierta inteligibilidad mutua. La evidencia filogenética sugiere que hacia el siglo I habría habido tres grupos de variedades germánicas: el germánico septentrional, confinadas básicamente a Escandinavia y Dinamarca, el germánico oriental y el occidental que habría sido el grupo predominante en Alemania occidental.

## Orígenes de Alemania

### Época romana

Tribus germánicas en el año 50 (sin incluir Escandinavia).

Durante el gobierno de Augusto, primer emperador romano, los germanos se familiarizaron con las tácticas de guerra romanas, manteniendo al mismo tiempo su identidad tribal. En el año 9 d. C., tres legiones romanas dirigidas por Varo fueron aniquiladas por los queruscos y su jefe Arminio en la batalla del bosque de Teutoburgo. Por lo tanto, la Alemania moderna, por lo que respecta al Rin y el Danubio, se mantuvo fuera del Imperio romano, lo que dio un cambio brusco a la historia de ampliación del imperio romano, porque los romanos no volvieron a intentar invadir más allá del Rin. En la época de Tácito, tribus germánicas se establecieron a lo largo del Rin y el Danubio, ocupando la mayor parte de la zona moderna de Alemania.

### Periodo de las Grandes Migraciones
El siglo III vio el surgimiento de un gran número de tribus germánicas del oeste: alamanes, francos, catos, sajones, frisones y turingios. En ese momento estos pueblos iniciaron el período de las grandes migraciones que se extendió por varios siglos. Estos y otros pueblos germanos son los ancestros de los alemanes y franceses actuales.
Estas "migraciones" básicamente consistieron en la conquista de diferentes regiones del Imperio romano por varias tribus germánicas, entre las que destacan los francos, los visigodos y los ostrogodos, primero como una forma de restituir lo que habían perdido ayudando a los romanos en las guerras contra los hunos en el siglo V, ya que los emperadores romanos prometían tierras en Italia a los reyes de los pueblos germánicos, pero después no las entregaban y los reyes las tomaban; luego como foederati (confederados) de los romanos cuando el Imperio romano no tenía recursos para defenderse de los invasores externos, como los vándalos, que también eran tribus germánicas. Los visigodos tomaron Dacia y los vándalos se instalaron en Hispania (la actual España y Portugal). El emperador romano cedió Hispania a los visigodos si ellos sacaban a los vándalos del imperio. Los vándalos, huyendo de los visigodos, marcharon al norte de África y lo saquearon. Desde la ciudad de Alejandría los vándalos llegaron a un astillero, aprendieron a fabricar barcos, se convirtieron en piratas y asolaron el Mediterráneo.
Este proceso de alianzas temporales con antiguos enemigos dio origen al feudalismo de la Edad Media. Como la idea de esclavitud de los germánicos consistía en cobrar impuestos y dejar que los contribuyentes (los esclavos) sigan haciendo lo que saben hacer, ese fue el sistema de gobierno impuesto en el Imperio romano desintegrado.[cita requerida]

### Época franca

Por varios siglos, Alemania fue parte del vasto Reino Franco

Desde su ascenso en el 768 como rey franco, Carlomagno consolidó el poder franco e inició un rápido avance hacia buena parte de los territorios de la Alemania actual. Así, Sajonia y Baviera, los dos Estados más organizados de Germania, cayeron bajo su yugo. Su autoridad fue confirmada al ser coronado Emperador de los Romanos en la Navidad del año 800 en Roma. La ciudad alemana de Aquisgrán se convirtió en la capital imperial. Su hijo Ludovico Pío heredó su imperio, pero su débil figura provocó su declive, culminado con la partición imperial en los sucesivos Tratado de Verdún (843), Tratado de Meersen (870) y Tratado de Ribemont (880). La Francia Oriental —surgida en Verdún con Luis el Germánico como rey— sería el origen de lo que hoy es Alemania. Las regiones al oeste del río Rin quedaron englobadas en la llamada Lotaringia, tierras de Lotario I, hermano y rival de Luis, junto con las zonas más orientales de Francia y el Reino de Italia, con Roma como su capital.
Al morir Luis en el 876, la Francia Oriental quedó dividida entre sus tres hijos: Sajonia (norte), Baviera (sudeste) y Suabia (sudoeste). A diferencia de lo vivido hasta entonces, los tres Estados colaboraron estrechamente. Carlos III el Gordo, rey de Suabia, logró gobernar brevemente sobre todo el viejo Imperio carolingio entre 881 y 887. A pesar de dividirse inmediatamente tras su muerte, la lengua común y la también común legislación facilitaron que, casi un siglo después, el territorio del oeste vuelva a ser reunificado.

## Sacro Imperio Romano Germánico (962–1806), I Reich

Los territorios del Primer Reich alrededor del año 1000.

### Formación del Imperio
En diciembre de 918 falleció Conrado I, último gobernante franco de la Francia Oriental. Fue sucedido por Enrique el Pajarero, quien fue elegido por la nueva Dieta imperial en mayo del 919. Enrique suele ser identificado como el primer "rey de Alemania" dado que fue el primer nativo germano en controlar el territorio alemán (aunque cabe mencionar que el carácter franco del reino no sería reemplazado hasta un par de siglos más adelante). Defendió Alemania de las invasiones de los magiares, derrotándolos definitivamente en la batalla de Merseburgo del 933. También realizó diversas conquistas, como la anexión del ducado de Lotaringia, iniciando un proceso de reunificación que sería concluido por su hijo. Unos años después del ascenso de Enrique, en el 924, falleció Berengario de Italia, último emperador carolingio. En Occidente no existió ningún emperador por las siguientes cuatro décadas.
Otón el Grande, heredero de Enrique, consolidó su poder tras la batalla de Lechfeld del 955, en la que terminó definitivamente con la amenaza magiar. Tras esta decisiva victoria, Otón fue reconocido como el rey absoluto de toda Germania y logró la reunificación de parte del antiguo Imperio carolingio, disminuyendo el poder de los nobles locales y consolidándose como el gobernante absoluto de Germania. La más importante de sus campañas se dio en Italia, donde protegió al papa Juan XII de los ataques del rey Berengario II de Italia, que tenía ambiciones de anexar los Estados Pontificios.
El 2 de febrero del 962 Otón fue coronado emperador por el papa. Este evento marca el nacimiento del Sacro Imperio Romano Germánico (o su restablecimiento, según algunos historiadores). El 13 de febrero se firmó el  Diploma Ottonianum, que confirmaba las donaciones de Pipino, Carlomagno y la Constitutio Romana del 824, de modo que vinculaba el Imperio carolingio con el germánico. Otón basó su legitimidad mediante el translatio imperii, considerando al pueblo germano como el verdadero heredero del Imperio romano. Sin embargo, los emperadores —referidos como Augustus— inicialmente no utilizaron el apelativo "de los romanos", probablemente para no entrar en conflicto con los emperadores romanos de Oriente (o bizantinos) en Constantinopla, que aún ostentaban dicho título y se consideraban los legítimos herederos de Roma. El término Imperator Romanorum solo llegaría a ser de uso común más adelante, desde el reinado de Otón II (967-983).

En cuanto al nombre "oficial" del Estado el término "Sacrum Imperium" aparece por primera vez en 1157, durante el reinado de Federico I Barbarroja, mientras que "Sacrum Romanum Imperium" aparece en 1254. Finalmente, en 1512, se le agregó el término "Nationis Germanicæ" (de la nación germánica). Así, en sus últimos trescientos años, el Imperio fue conocido oficialmente como el Sacro Imperio Romano de la Nación Germánica.

Etapas de la Ostsiedlung, denominación de la expansión alemana hacia las tierras orientales de Germania:
Hasta el año 700
700-1099
1100-1199
1200-1250
1251-1300
1301-1400

Durante el gobierno de Otón inició el llamado Renacimiento otoniano, una época de esplendor cultural gracias a la actividad de las escuelas y el interés de los emperadores para promocionar las artes. De este periodo destacan dos notables figuras: Abón de Fleury y Gerberto de Aurillac, quienes promovieron el arte y la arquitectura otoniana por toda Alemania.
Sin embargo, ya en sus primeros se hacía claro uno de los conflictos que plagarían al Imperio en los siglos por venir: el conflicto entre el emperador, quien poseía el derecho divino, y el papa, que era la representación de Dios en la Tierra. Apenas se marchó Otón de Roma, Juan XII inició a conspirar en su contra. Temeroso del creciente poder del germano, pidió ayuda a antiguos enemigos y terminó formando una alianza con Adalberto II, hijo de Berengario II de Italia, que había tratado de deponerlo solo un par de años atrás. Tras enterarse del complot, Otón lo depuso y colocó a León VIII.

### Plena y Baja Edad Media
Durante el reinado de Enrique III (1039-1056), la autoridad imperial sobre la Iglesia alcanzó su punto máximo. La Iglesia reaccionó con la creación del Colegio Cardenalicio y la Reforma gregoriana promovida por el papa Gregorio VII. Él insistió en su Dictatus Papae, exigiendo la autoridad absoluta para el nombramiento de cargos eclesiásticos en 1075. Esta crisis resultó en la querella de las investiduras, en la que el emperador Enrique IV se vio obligado a someterse a la Iglesia tras ser excomulgado en 1077. En 1122 se alcanzó una reconciliación temporal entre Enrique V y el papa con el Concordato de Worms. Con la conclusión de la disputa, la Iglesia romana y el papado recuperaron el control supremo sobre todos los asuntos religiosos. 
Entre 1096 y 1291 se organizaron diversas cruzadas que resultaron en la creación de diversas organizaciones tales como los Caballeros templarios, la Orden de San Juan de Jerusalén y la Orden Teutónica. Esta última fue la más importante de todas, puesto que sería la responsable del establecimiento de la futura Prusia, originada del Estado Teutónico fundado en 1224. La otra gran potencia alemana fue Austria, que nació en el 962 bajo el nombre de Marchia Austriae. En 1152, el Estado fue elevado a un Archiducado y el emperador le otorgó una mayor independencia mediante el Privilegium Minus.

Máxima extensión del Sacro Imperio Romano Germánico, en tiempos de Federico II

El Sacro Imperio Romano Germánico estuvo en su máximo apogeo durante el reinado de Federico I Barbarroja (1155-1190). Cuando asumió el trono, el Imperio estaba sumido en una decadencia como resultado de las políticas feudales, que habían resultado en la creación de casi 1600 principados independientes. Federico cambió la estructura señorial en todo el Imperio, reorganizando al ejército y estableciendo nuevos impuestos para los nobles, movimiento que dio un fuerte empujón a la naciente economía monetaria. También abolió los ducados raíz, que consistían en antiguos territorios de tribus germánicas autónomas. Sin embargo, los conflictos con la iglesia no se detuvieron. En 1177, luego de una serie de fallidas invasiones a Italia, se firmó la Paz de Venecia, que terminó el conflicto del emperador con el papa Alejandro III. Las ciudades-Estado italianas fueron reconocidas como ciudades libres mediante la Paz de Constanza, aunque de jure seguían siendo parte del Imperio al reconocer la autoridad del Emperador.
En 1190 se estableció la Orden Teutónica, que, en el marco de las cruzadas bálticas, colonizaría los territorios orientales más allá de Alemania hasta someter, cristianizar y asimilar a los prusios. En 1194, como resultado del matrimonio entre Enrique VI y Constanza I de Sicilia, el trono siciliano fue reclamado por los Hohenstaufen. Así, toda Italia pasó a ser parte del Imperio, que alcanzó su máxima extensión territorial. 
Federico II Hohenstaufen, nieto de Barbarroja, continuó las políticas reformistas de su abuelo. A pesar de su gran habilidad administrativa y política, siendo capaz de recuperar Jerusalén haciendo mero uso de la diplomacia, tuvo que enfrentarse a las fuerzas del papa Gregorio IX, quien llegó a acusarlo de ser el anticristo.[cita requerida] Su repentina muerte en 1250 provocó el Gran Interregno, guerra civil que culminó con la subida al poder de Rodolfo I de Habsburgo en 1273. Rodolfo fue el primer Habsburgo en obtener los ducados de Austria y Estiria, que continuarían bajo el poder de su familia hasta el fin de la Primera Guerra Mundial. Desde 1438, todos los emperadores fueron miembros de la Casa de Habsburgo.
En cuanto a lo administrativo, el edicto de la Bula de Oro de 1356 estableció la constitución básica del imperio hasta su disolución. Se codificó la elección del emperador por siete príncipes electores. Estas reformas coincidieron con la propagación de la Peste Negra, que mató entre un 30 y 60 % de toda la población europea. En media de la pandemia se dio una brutal persecución hacia los judíos, quienes fueron culpados de la aparición de la peste.

### Reforma Protestante y guerra de los Treinta Años

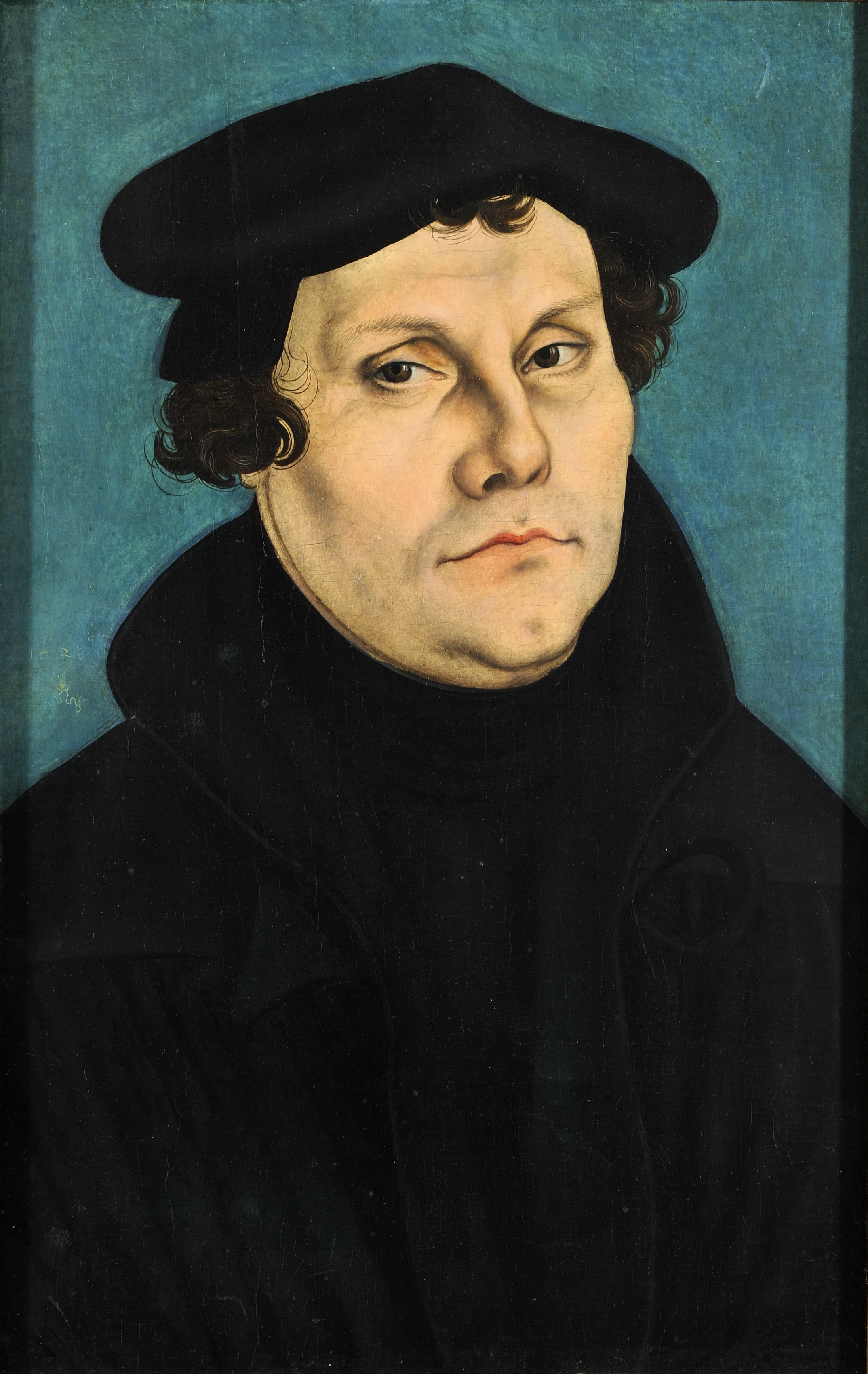
Martín Lutero

En 1517, el teólogo Martín Lutero escribió sus noventa y cinco tesis. La lista contenía 95 afirmaciones que Lutero sostenía mostraban la corrupción de la Iglesia católica. Este evento dio origen a la Reforma protestante, que actuó, en el ámbito político y sobre todo en sus orígenes, como factor cohesionador entre la multitud de principados alemanes y, en consecuencia, como factor determinante de lo que podría llamarse la «esencia alemana».
En 1524 estalló la guerra de los campesinos alemanes en Suabia, Franconia y Turingia contra los príncipes y señores, alentado por la prédica de los reformistas. Pero los rebeldes, que contaban con la asistencia de algunos nobles hábiles en el arte de la guerra tales como Götz von Berlichingen y Florian Geyer (en Franconia), y el teólogo Thomas Müntzer (en Turingia), pronto fueron sofocadas por los príncipes territoriales. Unos 100 000 campesinos alemanes fueron masacrados durante la revuelta. Con la protesta de los príncipes luteranos en la Dieta Imperial de Espira (1529) y el rechazo de la "Confesión de Augsburgo" luterana en Augsburgo (1530), finalmente emerge una iglesia luterana independiente.
A partir de 1545 comenzó la Contrarreforma. El principal impulso lo proveyó la Orden de los Jesuitas, fundada por el español Ignacio de Loyola. En este momento las zonas del noreste y central de Alemania eran protestantes en su gran mayoría, mientras que el sur y oeste de Alemania permanecían predominantemente católicos. En 1555 la Paz de Augsburgo reconoció la fe luterana. Pero el tratado también estipuló que la religión del Estado era la de su gobernante (Cuius regio, eius religio).

El Imperio después de la Paz de Westfalia, 1648.

El conflicto religioso y político resultante condujo al estallido de la guerra de los Treinta Años en 1618. El conflicto inició, en efecto, como una verdadera guerra de religión, pero, especialmente tras la entrada de Francia en 1635, se transformó en una matanza sin principios y envuelto en el caos. Así, la Francia católica luchó contra los Habsburgo católicos de Alemania y España por razones de pura ventaja política y territorial. En los ejércitos protestantes, mucha de la motivación religiosa se perdió tras la muerte de Gustavo II de Suecia. Los mercenarios llegaron a dominar el conflicto mientras las tierras alemanas y de Europa eran devastadas. Como consecuencia de la contienda, la población de los Estados alemanes se redujo en un 30 %.
La guerra finalizó con la Paz de Westfalia de 1648. El Imperio quedó de facto fragmentado en numerosos principados independientes y tuvo que ceder los territorios de Alsacia a Francia y Pomerania a Suecia (temporalmente), además de reconocer la independencia de los Países Bajos. Esto no solo resultó ser el fin del sueño de los Habsburgo de un Imperio reunificado bajo el catolicismo romano, sino que también resultó en el fin de su hegemonía sobre los asuntos europeos. Pero a pesar de todos estos reveses, las tierras de la Casa Habsburgo sobrevivieron relativamente intactas. Estas se convirtieron en un bloque mucho más coherente con la absorción de Bohemia y la restauración del catolicismo. Con la desintegración del Imperio, Austria se convirtió en una potencia independiente y continuó como la líder indiscutible del mundo alemán, título que conservaría hasta el auge de Prusia un par de siglos más tarde.
Sin embargo, la fragmentación no detuvo el gran desarrollo cultural que ocurriría desde el siglo XVIII. La competencia entre las diferentes partes del Imperio (clérigos, príncipes, condes y comerciantes) llevó a un florecimiento de literatura, música y ciencia único en la historia. Así, este periodo de gran cultura, conocido como Deutsche Klassik fue también el de mayor división y debilidad del poder imperial.

### Auge de Prusia

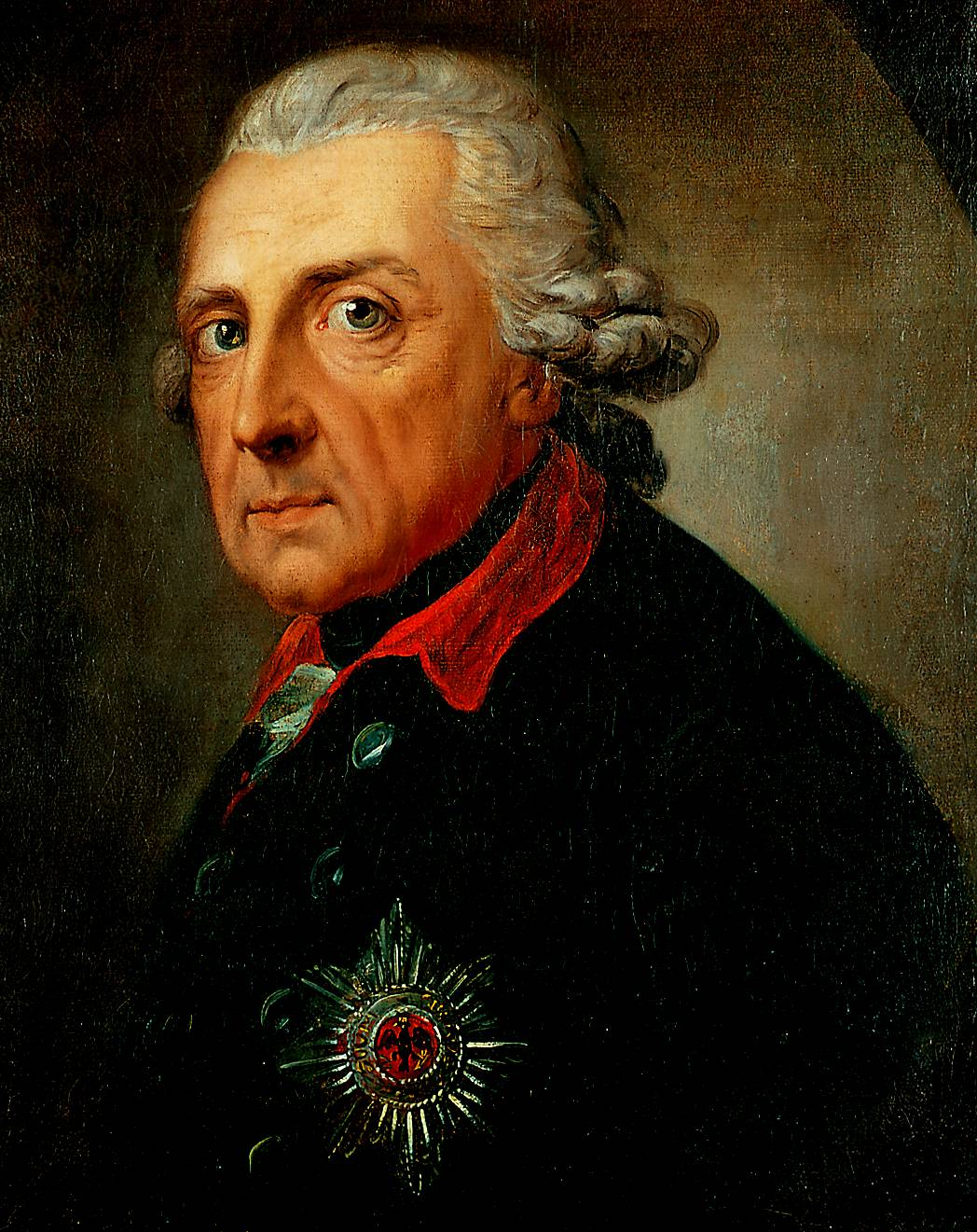
Federico II el Grande

En 1525, durante la Reforma Protestante, el Estado monástico de los Caballeros Teutónicos fue secularizado y reorganizado por una rama de la Dinastía Hohenzollern, transformándolo en el Ducado de Prusia. En 1618, el ducado de Prusia pasó a la rama principal de los Hohenzollern, que gobernaban Brandeburgo (feudo del Sacro Imperio), formando el Estado de Brandeburgo-Prusia. Oficialmente, Prusia era un vasallo de la Confederación Polaco-Lituana, que derrotó a los Caballeros teutónicos en la Guerra de los Trece Años (1454-1466). Esta situación cambió con el ascenso de Federico Guillermo I de Brandeburgo en 1640. Sus políticas formaron las bases para la futura potencia, centralizando la administración política y organizando un poderoso ejército.
Al iniciar el siglo XVIII se inicia la transformación de Prusia (elevado a un reino en 1701) en una verdadera potencia europea. El largo reinado de Federico II el Grande da un gran impulso a la consolidación de este reino, que se vio envuelto en las guerras de Sucesión Austriaca y de los Siete Años. A partir de entonces Prusia disputaría a la Casa de Austria la hegemonía de Alemania. Federico puso en práctica el despotismo ilustrado y realizó una serie de reformas políticas y económicas que resultaron en un rápido desarrollo social y económico de su Estado.
El poderío de Prusia y el estado decadente de Confederación Polaco-Lituana permitieron que, entre 1772 y 1795, se dieran las Particiones de Polonia. Austria, Rusia y Prusia se dividieron el territorio entre sí; el Estado polaco desaparecerá del mapa hasta el establecimiento de la Segunda República Polaca en 1918.

### Fin del Imperio

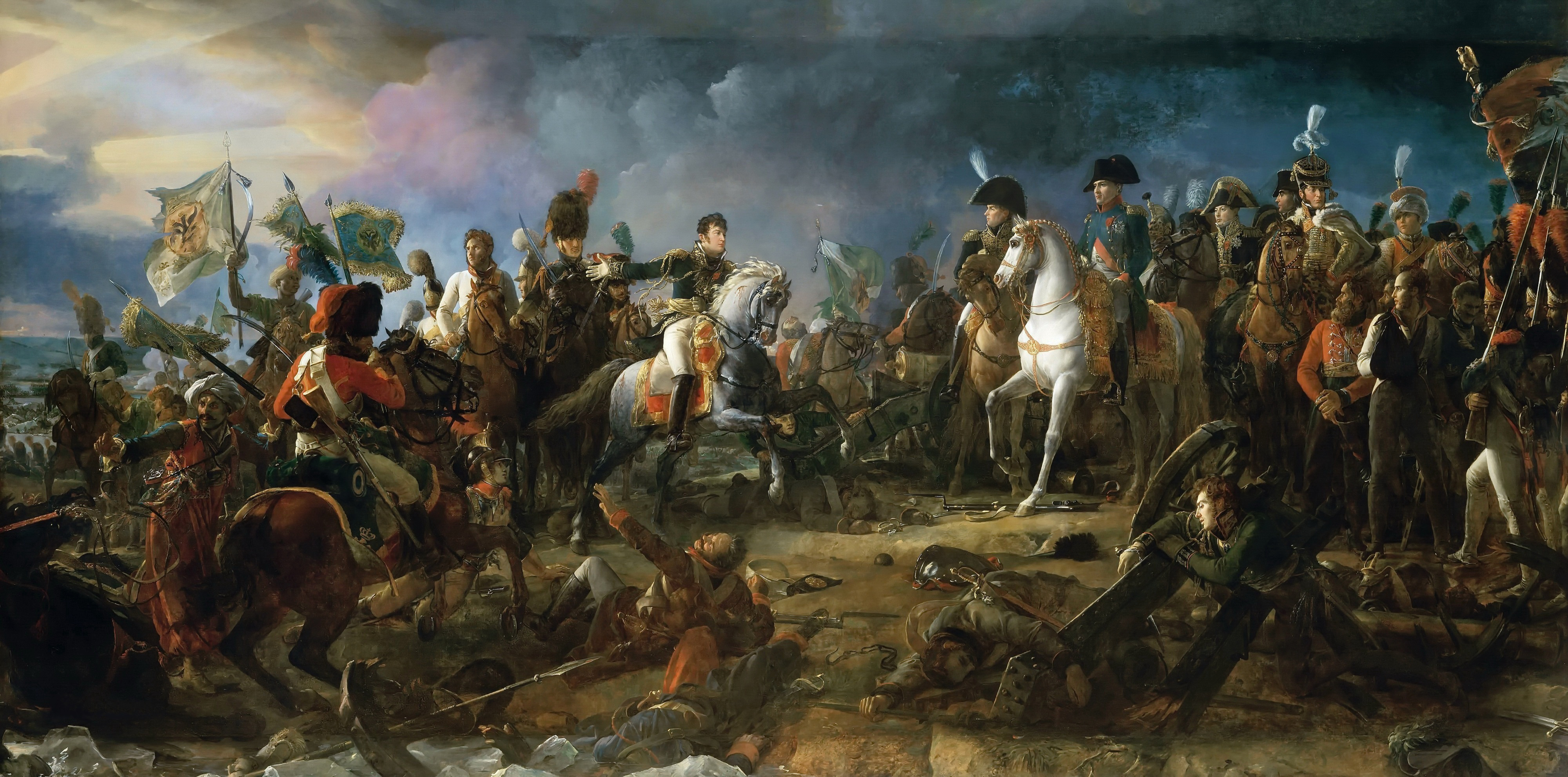
Napoleón Bonaparte en la batalla de Austerlitz (2 de diciembre de 1805)

A la muerte de Carlos VI de Alemania en 1740, el Imperio se vio sacudido por una serie de crisis que pusieron en evidencia su decadencia final. Las sucesivas guerras del siglo XVIII habían debilitado al imperio hasta un punto de no retorno. Desde hacía tiempo que la suerte del Sacro Imperio dependía únicamente de los gobernantes de Austria, los Habsburgo, y de la postura que asumieran los demás cuerpos políticos del imperio frente a ésta. 
Europa volvió a ser el escenario de un conflicto continental al estallar la Revolución francesa en 1789. El Sacro Imperio —aunque más acertado sería simplemente referirse a Austria y Prusia— rápidamente se alió con Inglaterra para detener la revolución. En 1795 se intentó reformar al Imperio mediante la mediatización y secularización de los Estados imperiales con tal de crear una mejor defensa contra los franceses. Sin embargo, esto fue en vano. En septiembre de 1805, Napoleón Bonaparte inició la invasión de Alemania. Los franceses obtuvieron su victoria final en la decisiva batalla de Austerlitz, que concluyó con la Tercera Guerra de Coalición. El 6 de agosto de 1806, Francisco II abdicó al trono y declaró formalmente la disolución del Sacro Imperio de la Nación Germánica.

## Confederación Germánica (1815–1866)

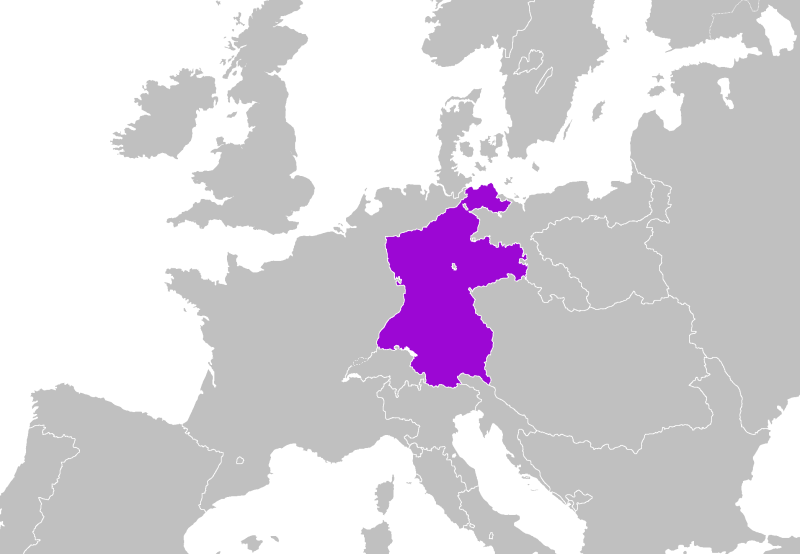
Confederación del Rin en 1812.

### Antecedentes
Tras derrotar a las fuerzas austríacas y prusianas, Napoleón estableció la Confederación del Rin. La división alemana en sinnúmeros de territorios terminó, y estos fueron acomodados en condados de tamaño mediano. La Alemania Napoleónica sufrió una serie de transformaciones que le modernizarían a un ritmo bastante rápido. Se estableció el Código Civil de Francia, se eliminaron los privilegios de la nobleza, se emancipó al campesinado, se reformó el sistema tributario y se abrió el camino para un proceso de industrialización.
Napoleón fue derrotado por Prusia, Austria (Imperio desde 1804), Reino Unido, Rusia y Suecia en la decisiva Batalla de Leipzig de 1813, tras lo cual su Confederación empezó a colapsar. En septiembre de 1814 inició el Congreso de Viena, en el que se establecería un nuevo orden europeo. Inicialmente se pensó en restaurar al Sacro Imperio, pero esta decisión fue rechazada por sus antiguos Estados. Tanto Prusia como Austria obtuvieron importantes ganancias territoriales, repartiéndose el norte y sur respectivamente. Las 39 divisiones establecidas por Napoleón fueron dejadas relativamente intactas en la nueva Confederación Germánica, facilitando la futura unificación de la nación.

### Confederación

Confederación Germánica en 1820 (junto al Reino de Prusia y el Imperio austríaco)

Tras abdicar el último monarca del Sacro Imperio, empezó, en los antiguos Estados que lo componían, una dispar búsqueda por crear un Estado nación alemán unificado. La Cuestión alemana se debatía entre la creación de una «gran Alemania», que incluyese los territorios germanófonos (promovida por Austria), o una «pequeña Alemania» formada exclusivamente por los Estados del norte (apoyada por Prusia). A esta disyuntiva se sumaba la cuestión institucional sobre el reparto de poder entre el pueblo y la corona. La unión finalmente resultante supuso una decepción para una población que era cada vez más familiar con el concepto del nacionalismo patriótico. 
Un nuevo paso hacia la unificación ocurrió en 1834, cuando se formó la Unión Aduanera de Alemania. Dicha unión buscaba una unidad económica en los Estados alemanes, los cuales estaban experimentando un considerable desarrollo económico. Austria no pudo controlar la dirección económica de la Confederación, la cual empezó a ser encabezada por la pujante Prusia. Conforme los Estados iban desarrollando su industria, la necesidad de una nación unificada se hizo más evidente.

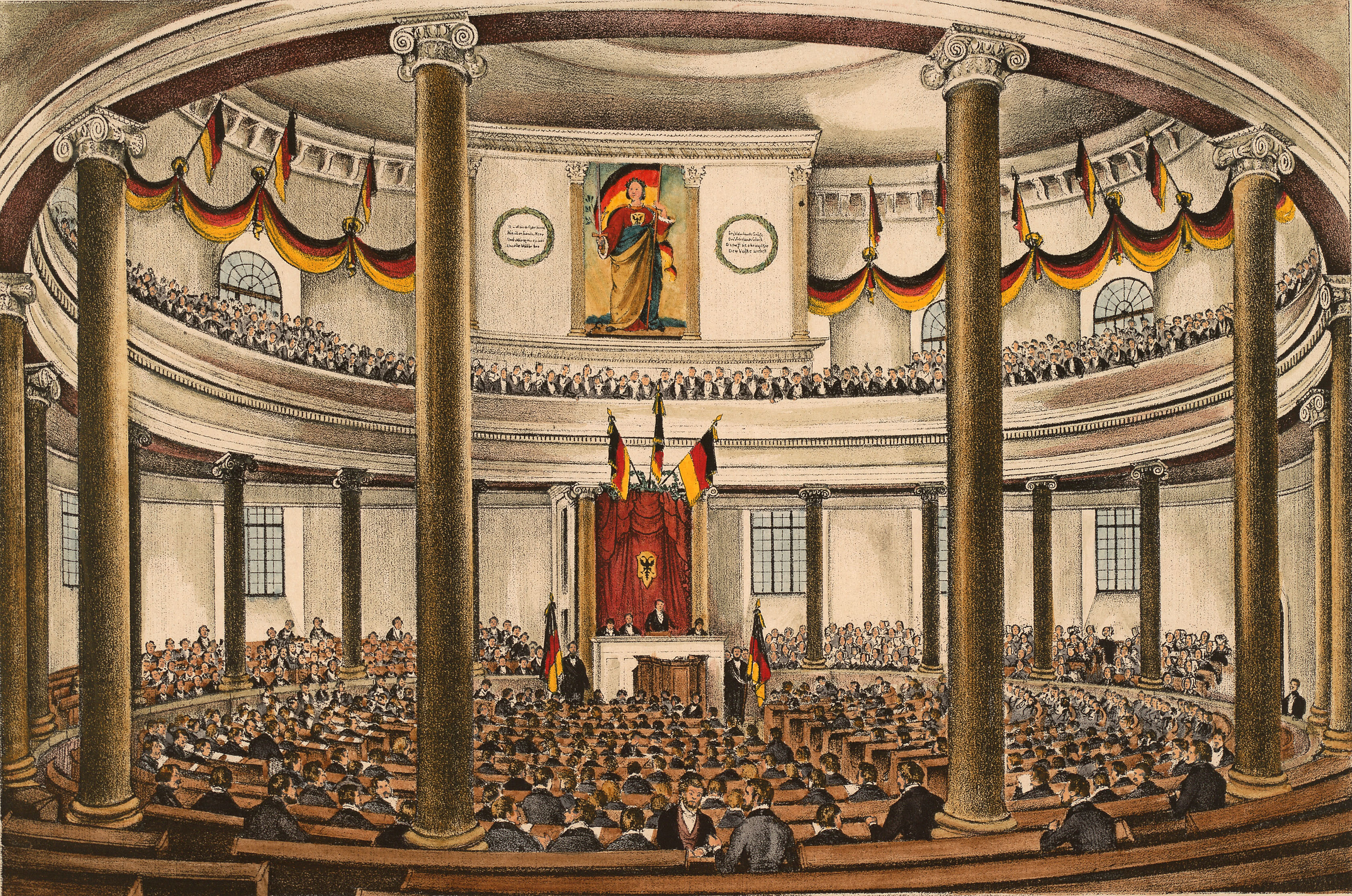
Parlamento de Fráncfort en 1848.

En marzo de 1848, la revolución estalló en Alemania. Entre mayo de 1848 y marzo de 1849 se formó en Fráncfort del Meno el primer Parlamento libremente elegido y se promulgó su primera constitución. El parlamento exigió que, como emperador alemán, el monarca tendría que renunciar a su carácter divino y concebirse a sí mismo como ejecutor de la voluntad del pueblo. Sin embargo, ni Prusia ni Austria deseaban el triunfo de una revolución liberal. Federico Guillermo IV de Prusia rechazó la corona imperial y disolvió el congreso, terminando con el intento de unificación. El ejército terminó con los sublevamientos y la Confederación fue restablecida. En la década siguiente continuaron las persecuciones a liberales, lo que provocó que una parte de la población alemana emigrara a los Estados Unidos de América.
En la década de 1860 destaca la figura del canciller Otto von Bismarck, que favoreció en Prusia al ejecutivo contra el Parlamento. En 1862, tras ser nombrado primer ministro de Prusia, emprendió una importante reforma militar que le permitió disponer de un poderoso ejército para llevar a cabo sus planes de unificación alemana. En 1864 consiguió arrebatar a Dinamarca los ducados de Lauenburgo, Schleswig, y Holstein con la ayuda de Austria. Esta alianza fue efímera y ambas potencias volvieron a disputarse el control de Alemania. El conflicto austro-prusiano, que dominó los últimos tres siglos de la historia alemana, finalmente concluyó en 1866 con la guerra de las Siete Semanas. Prusia estableció la Confederación Alemana del Norte, que definitivamente excluyó a Austria del resto de la nación alemana.

## Unificación alemana (1866–1871)
La historia de Alemania como Estado nación se inicia en 1871 al instaurarse el Imperio alemán. Con anterioridad, lo que conocemos como Alemania fue una agrupación de Estados en el marco del Sacro Imperio Romano Germánico, formado a partir de la división en 843 del Imperio carolingio de Carlomagno. Este Imperio existió en diversas formas hasta su disolución oficial en 1806 como consecuencia de las Guerras Napoleónicas.

### Confederación Alemana del Norte

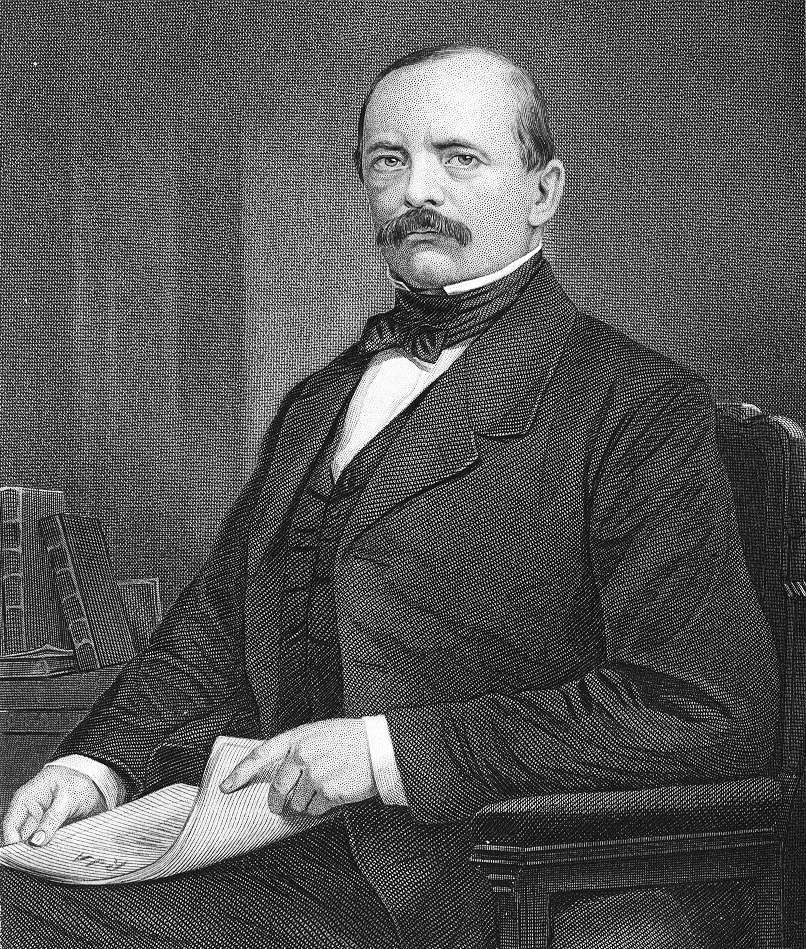
Otto von Bismarck, uno de los estadistas más importantes del.

Bismarck redactó la constitución que entró en vigor el 1 de julio de 1867; se declaraba Presidente al Rey de Prusia y a Bismarck como canciller. Los Estados estaban representados en el Bundesrat (Congreso Federal) con 43 escaños (de los cuales 17 eran prusianos). Para las elecciones al Reichstag, Bismarck introdujo en Alemania el sufragio masculino. El Bundesrat se convirtió en el Parlamento del Zollverein en 1867, intentando crear una cercanía mayor con los Estados meridionales, permitiéndoles enviar representantes al Bundesrat. El poderío prusiano despertó los recelos franceses, que temían la constitución de un Estado fuerte que pudiera hacerles sombra en el continente europeo. Por otra parte, Bismarck consideraba que una guerra contra Francia podría consolidar a la Alemania unificada con la que soñaba, ganándose el apoyo de los pocos ducados que mantenían su independencia. 
El conflicto con Francia empezó tras la deposición de Isabel II de España en la Revolución de 1868. Prusia intentó colocar en el trono español a Leopoldo de Hohenzollern-Sigmaringen, lo que significaría una abismal ventaja política contra Francia. Esto resultó en el estallido de la guerra franco-prusiana en 1870, en la que la superioridad alemana se hizo rápidamente evidente. Napoleón III fue capturado en la batalla de Sedán y su Segundo Imperio francés colapsó. El nuevo gobierno no pudo frenar el avance alemán, quienes sitiaron París en septiembre. Los franceses se rindieron en enero del año siguiente, dando como resultado el Tratado de Versalles de 1871. Francia tuvo que pagar cinco mil millones de francos como indemnización y ceder la Alsacia-Lorena a Alemania.

### Proclamación del Segundo Reich

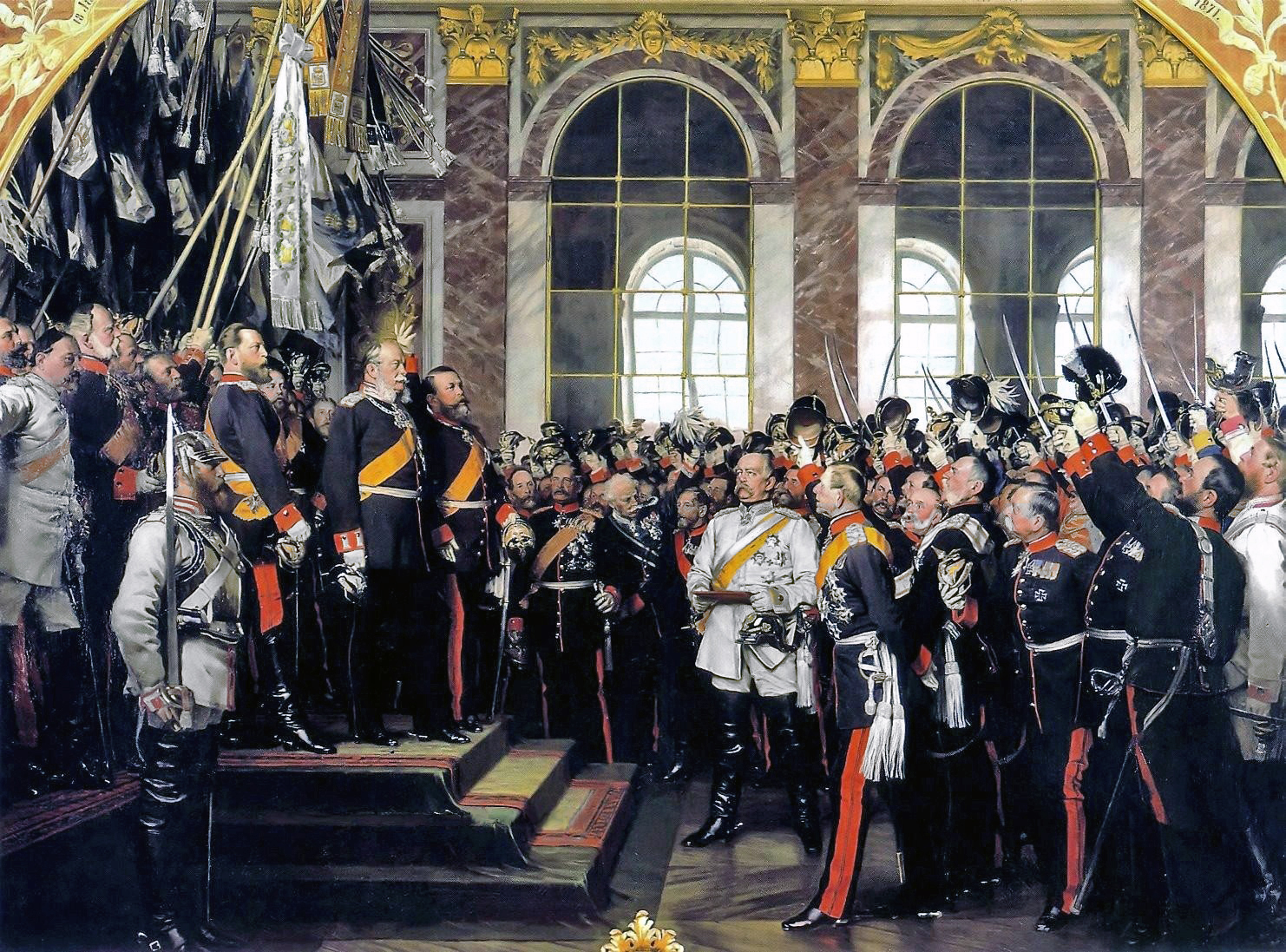
Proclamación del Imperio alemán el 18 de enero de 1871 en el Palacio de Versalles (Francia)

Con la victoria sobre Francia, los estados del sur de Baden, Hesse-Darmstadt, Württemberg y Baviera finalmente se unieron a la Confederación. Los días 9 y 10 de diciembre de 1870, el Reichstag votó para ofrecer el título del Emperador al rey prusiano. Los príncipes alemanes se congregaron en la Galería de los Espejos del Palacio de Versalles —residencia del famoso rey francés Luis XIV, el Rey Sol, conquistador ciudades y estados alemanes— y proclamaron el inicio del Imperio alemán el 18 de enero de 1871, con Guillermo I como primer emperador alemán. El acto unificó a todos los Estados de la Confederación en una unidad económica, política y administrativa de carácter federal dominada por Prusia. El 18 de enero coincidía con la coronación de Federico III de Brandeburgo como Federico I en 1701, evento que dio nacimiento al Reino de Prusia.

## El Imperio alemán (1871–1918) II Reich

Mapa de las provincias del Imperio alemán.

El Imperio alemán se funda el 18 de enero de 1871 tras la victoria de Prusia en la guerra franco-prusiana, y se consigue la unificación de los diferentes estados alemanes en torno a Prusia, excluyendo a Austria. Así Prusia se convierte en Alemania, bajo el liderazgo del canciller Otto von Bismarck, quien será el verdadero artífice de la unificación. Se inicia un período de gran desarrollo nacional alemán en todos los campos: economía, política y milicia. Desde entonces Alemania se transforma junto al Reino Unido como parte de las potencias mundiales, aunque inicialmente no tuvo ambiciones coloniales, particularmente durante el gobierno de Bismarck.
A partir de este punto y durante las siguientes dos décadas se establecen los llamados "sistemas bismarckianos", que dominan la política europea. Fomentó las alianzas en Europa para aislar a Francia por un lado y aspiraba a consolidar la influencia de Alemania en Europa por el otro. Sus principales políticas internas se centraron en la supresión del socialismo y la reducción de la fuerte influencia de la Iglesia Católica en sus adherentes. Emitió una serie de leyes que incluían atención médica universal, planes de pensiones y otros programas de seguridad social. Sus políticas de Kulturkampf fueron resistidas con vehemencia por los católicos, que organizaron la oposición política en el Partido del Centro (Zentrum). El poder industrial y económico alemán había crecido para igualar a Gran Bretaña al iniciar el siglo XX.
En el Congreso de Berlín de 1878 se reúnen los representantes de varios Estados europeos bajo la presidencia de Bismarck con el propósito de reorganizar los Balcanes tras la Guerra Ruso-Turca de 1877-1878, así como para equilibrar los intereses de Inglaterra, Rusia y Austria-Hungría en la zona. Después, Bismarck convoca entre 1884 y 1885 la conferencia de Berlín en la que las potencias fijan las pautas para el reparto colonial de África. En 1882 se firmó la Triple Alianza, compromiso entre Alemania, Austria (transformada en el Imperio Austro-Húngaro en 1867) y el Reino de Italia, que completó su unificación paralelamente a la alemana.
Con la coronación de Guillermo II en 1888 se inicia un enfrentamiento entre el Estado y Bismarck, el cual terminó en su destitución en 1890. El emperador será incapaz de continuar con las políticas implantadas por Bismarck, y Alemania se ve poco a poco en la incapacidad de mantener el equilibrio europeo, que para entonces era más que nunca la base del equilibrio mundial. El Kaiser se embarcó en una peligrosa carrera armamentista naval con Gran Bretaña. Bajo el mando del almirante Alfred von Tirpitz, la Marina Imperial alemana pretendía rivalizar con la Royal Navy británica por la supremacía naval en el mundo. Sus políticas agresivas, conocidas como la Weltpolitik, contribuyeron en gran medida a la Gran Guerra que se avecinaba.

### Primera Guerra Mundial

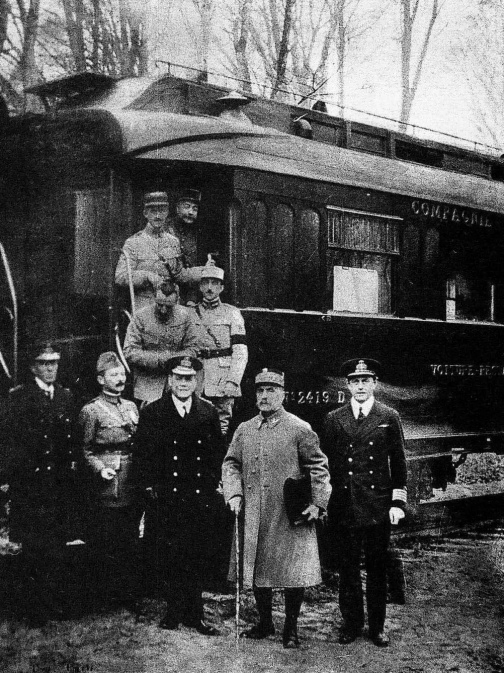
Fotografía tomada después del armisticio del 11 de noviembre de 1918, que terminó con la Primera Guerra Mundial.

En 1914 estalló la Primera Guerra Mundial como consecuencia del Atentado de Sarajevo contra el heredero al trono del Imperio austrohúngaro. Sin que Guillermo II lo supiera, los ministros y generales austrohúngaros ya habían convencido a Francisco José de Austria, de ochenta y cuatro años de edad, que firmara una declaración de guerra contra Serbia. Como consecuencia directa, Rusia empezó una movilización general para atacar Austria en defensa de Serbia. Según el plan original, Alemania atacaría primero al enemigo más fuerte, en este caso Francia. El plan suponía que Rusia tardaría más en completar su movilización y además que su ejército no estaba plenamente preparado para la guerra. Derrotar a Francia había sido relativamente fácil durante la guerra franco-prusiana de 1870, pero con las fronteras de 1914, un ataque al sureste de Francia podía ser detenido por las fortalezas fronterizas francesas. Los alemanes invadieron a través de Bélgica, que fue ocupada por el Imperio.
El conflicto terminó con el armisticio del 11 de noviembre de 1918. La Revolución de Noviembre en Alemania forzó la abdicación de Guillermo II, marcando el fin de la dinastía Hohenzollern (que continúa existiendo en la figura de Jorge Federico de Prusia como príncipe heredero). Las naciones vencedoras impusieron el Tratado de Versalles el 28 de junio del año siguiente. De las muchas disposiciones del tratado, una de las más importantes y controvertidas estipulaba que las Potencias Centrales (Alemania y sus aliados) aceptasen toda la responsabilidad moral y material de haber causado la guerra. Además, la nación deberían desarmarse, realizar importantes concesiones territoriales a los vencedores y pagar exorbitantes indemnizaciones económicas a los Estados victoriosos. El tratado fue percibido en Alemania como una humillante continuación de la guerra por otros medios y su dureza se cita a menudo como un factor que facilitó el posterior ascenso del nazismo en el país.

## República de Weimar (1919–1933)

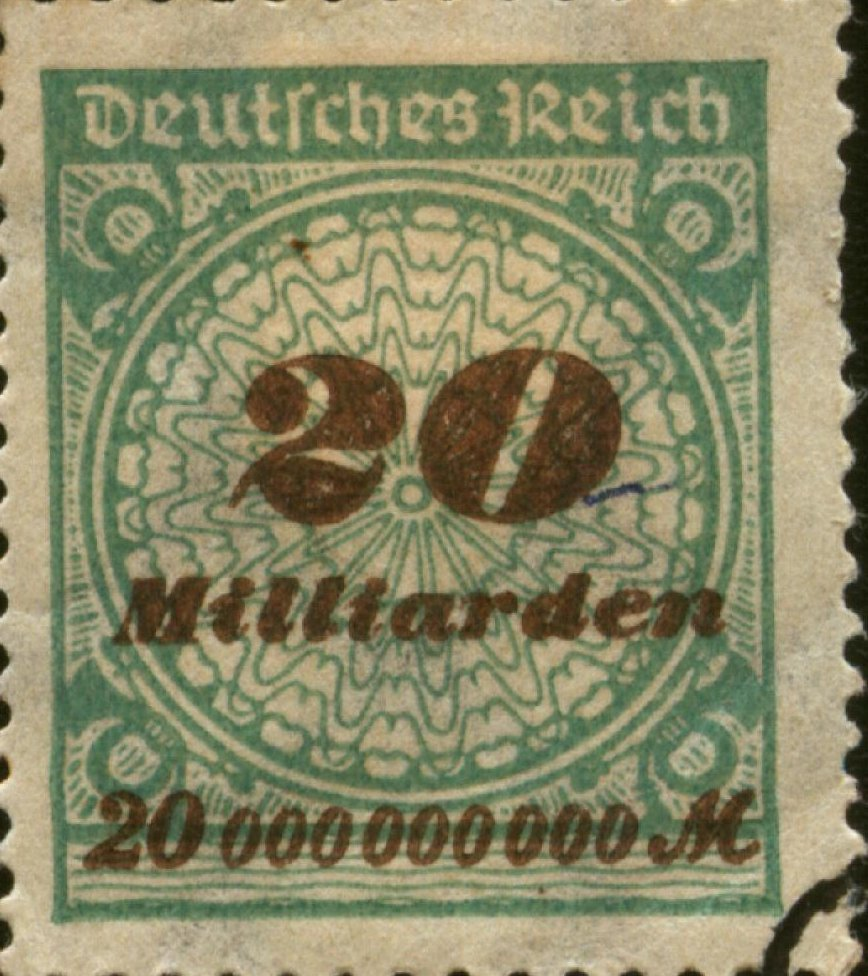
Sello de Correos de 20 000 millones de marcos (señal de inflación galopante).

Tras la derrota en la Primera Guerra Mundial, se constituye la República de Weimar (nombre historiográfico, puesto que el Estado siguió denominándose como Deutsches Reich). Es un periodo de gran inestabilidad debido a la fragmentación parlamentaria en partidos minoritarios y al rechazo de los militares a aceptar la derrota y los acuerdos impuestos por los vencedores. Sus inicios también fueron marcados por sublevaciones populares, como el Levantamiento Espartaquista.
La crisis económica como consecuencia del Tratado de Versalles, que hacía que Alemania pagara grandes tributos como trofeo de guerra, y la hiperinflación conllevan la ruina para una gran parte de la clase media, y esta situación se agrava tras la Gran Depresión de 1929. La impresión irracional de dinero durante la República de Weimar produjo una hiperinflación que hace que hasta el día de hoy los alemanes teman a la inflación, al revés de lo que ocurre en Estados Unidos, donde se teme a la deflación. Así se produce una situación propicia para el auge de ideas nacionalistas y fascistas. En las elecciones de 1933, el Partido Nacionalsocialista Obrero Alemán (NSDAP, nazi) consigue llegar al poder, y finalizará enseguida la primera experiencia democrática alemana.
En ocasiones se ha achacado a las deficiencias de esta Constitución los yerros de la República y su caída. No obstante, distintos autores señalan que ninguna constitución democrática hubiera podido hacer frente a la falta de apoyo popular al régimen, que desembocó en su crisis final y el ascenso nazi. Añaden que la Constitución weimariana funcionó notablemente bien durante el gobierno de Gustav Stresemann, entre 1924 y 1929.

## Alemania nazi (1933–1945) III Reich

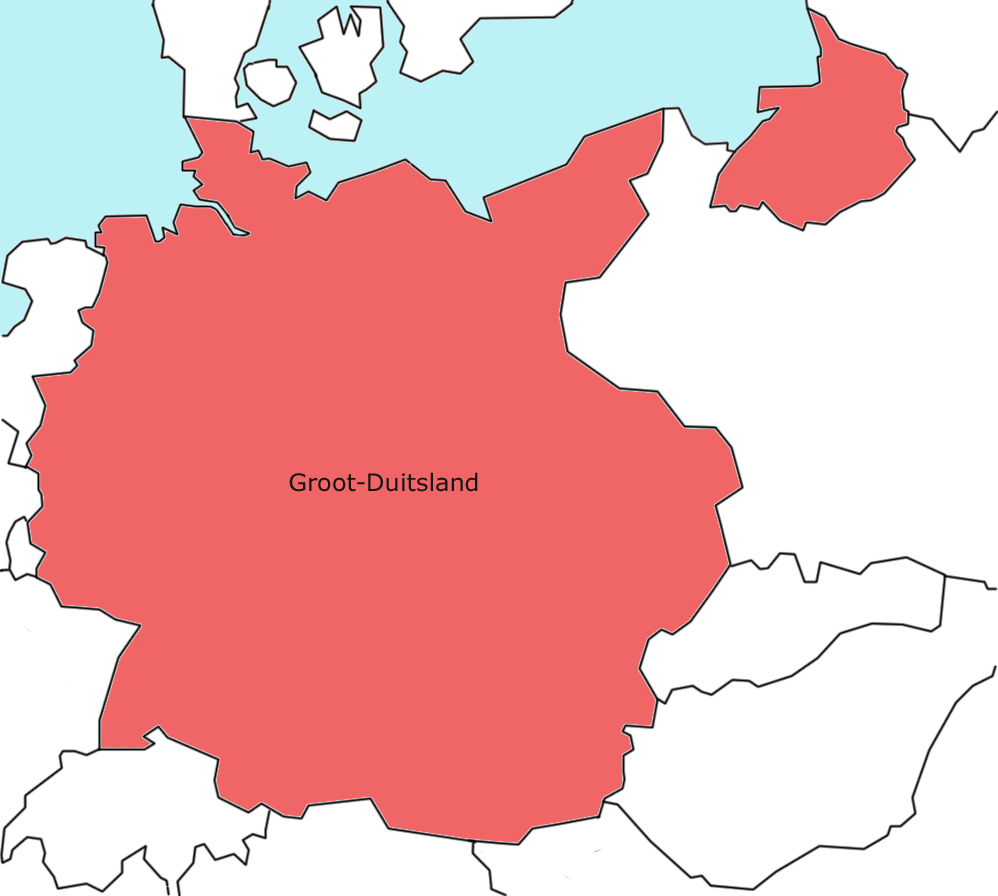
Mapa de Alemania el 31 de agosto de 1939

La adversidad económica —debida tanto a las condiciones de la paz como a la gran depresión mundial— es marcada como una explicación de por qué los partidos antidemocráticos, tanto del ala derecha como del ala izquierda, fueron ampliamente apoyados por los líderes de opinión y votantes alemanes. En las elecciones extraordinarias de julio y noviembre de 1932, el Partido Nacional-Socialista Alemán de los Trabajadores (NSDAP, «partido nazi») obtuvo 37,3 % y 33,0 % de los votos, respectivamente. El 30 de enero de 1933, Adolf Hitler fue nombrado jefe de Gobierno.
Hitler había intentado un golpe de Estado anteriormente (el llamado Putsch de Múnich, en 1923) que resultó en fracaso. Fue a la cárcel y escribió Mi Lucha, libro en el que considera que la guerra y la pobreza alemanas se debían a los judíos que explotaban a las personas, dominaban los periódicos, las noticias, los bancos y se dedicaban al comercio sexual (trata de blancas). En este libro también dejó en claro su antisemitismo, culpando a los judíos de ser parte de un complot en contra del pueblo alemán. Una vez que salió de la cárcel fue ovacionado como héroe.
El 27 de febrero de 1933, el Reichstag fue incendiado. Los nazis acusaron a los comunistas, tanto alemanes como extranjeros, del incendio. Algunos historiadores sugieren que el evento fue una operación de falsa bandera con el fin de aumentar su creciente poder. Fuera quien fuera su autor, lo cierto es que los principales beneficiados de este suceso fueron los propios nazis, que pudieron consolidar su poder y eliminar a los comunistas, que junto a los socialdemócratas eran los principales opositores al NSDAP. Algunos derechos democráticos fundamentales fueron derogados posteriormente en virtud de un decreto de emergencia. Poco después, una Ley dio al gobierno el pleno poder legislativo. Solo el Partido Socialdemócrata de Alemania votó en contra de ella; los comunistas no pudieron presentar oposición, ya que sus diputados habían sido asesinados o encarcelados.

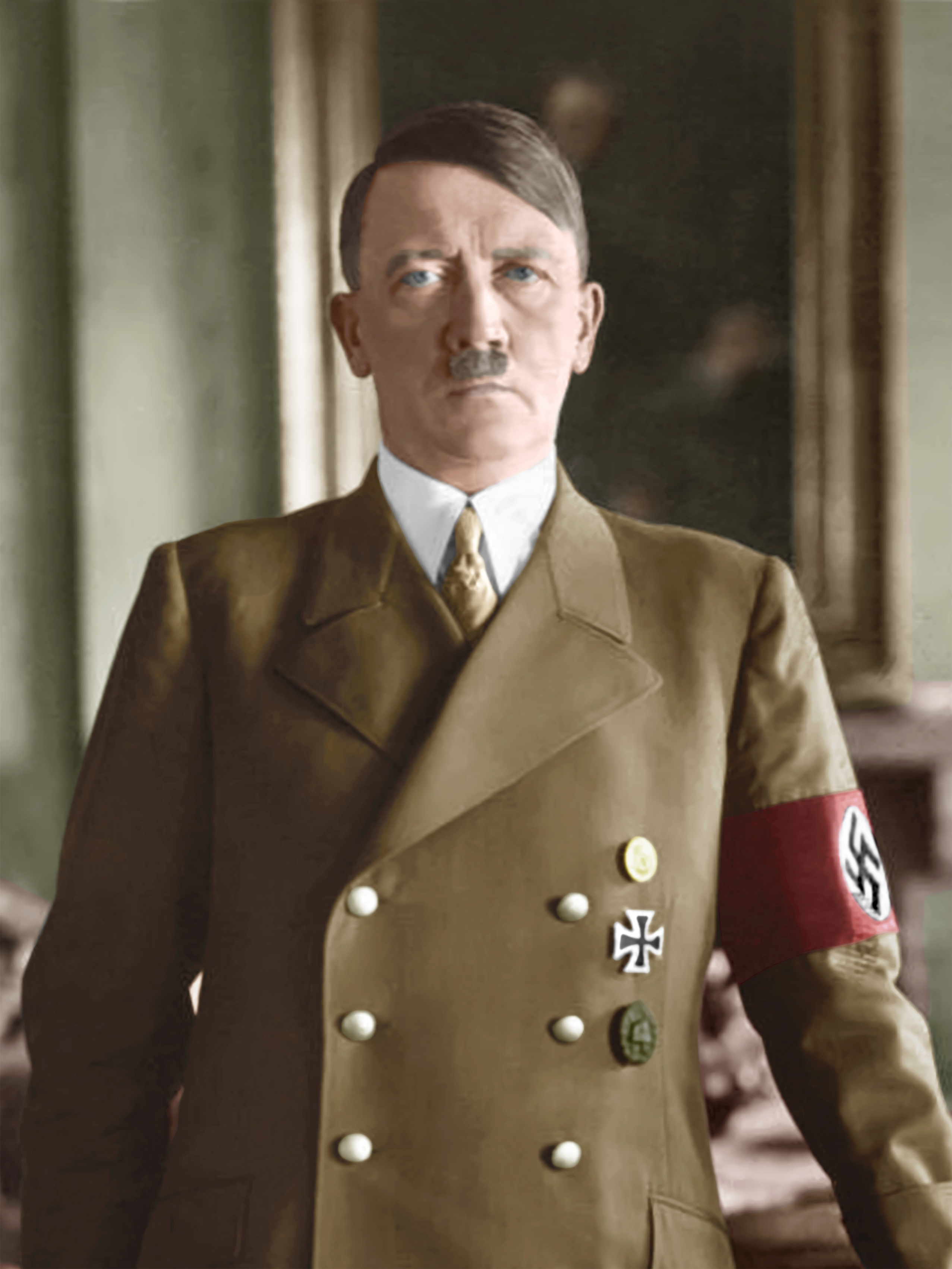
Adolf Hitler en 1938.

La política de Lebensraum (espacio vital) implementada por Hitler y basada en que todos los países de habla alemana debían estar unidos, se vio reforzada gracias al Pacto de Múnich, lo que finalmente llevó al estallido de la Segunda Guerra Mundial en Europa el 1 de septiembre de 1939. Alemania obtuvo inicialmente grandes éxitos militares y consiguió el control sobre Francia, Bélgica, Países Bajos, Dinamarca, Luxemburgo, Balcanes, Grecia y Noruega en Europa, Túnez y Libia en el norte de África.
Esta guerra no solo fue carácter económico-político, sino que sirvió para aplicar severas leyes racistas. No solo se asesinaron seis millones de judíos, gitanos, rusos, serbios, polacos y otras etnias, sino que en los campos de concentración creados en todos los territorios conquistados se encerró a gitanos, deficientes mentales, homosexuales y disidentes ideológicos. Estas personas eran privadas de su libertad y sus bienes y, tras ser aisladas en guetos, fueron esclavizadas para el trabajo gratuito (esclavitud), hasta resultar inservibles por debilidad, enfermedad o desnutrición, entonces se las ejecutaba o se realizaba experimentos científicos con ellos. Los nazis perfeccionaron los asesinatos masivos, creando las cámaras de gas. El mejor ejemplo de ello se puede ver aún en el campo de concentración de Auschwitz (Polonia). Esta masacre duró años con el silencio, la supuesta ignorancia o el consentimiento del resto de los países del planeta que participaban en la guerra.

Pérdidas territoriales alemanas a lo largo del, consecuencia de la derrota en las dos guerras mundiales.

El ataque a la URSS en 1941 fue decisivo para demostrar que el ejército era insuficiente para abarcar tanta extensión de terreno. Las fracasadas campañas rusas de 1941 y 1942 pretendían, la primera, alcanzar Moscú para cortar los suministros siberianos y, la segunda, llegar al mar Caspio para controlar el petróleo. A esto se suma que los rusos tenían doscientos millones de habitantes y desarrollaron los misiles Katiusha que hicieron retroceder a Hitler. También hubo luchas internas en Alemania por detener a Hitler, ya que sus generales se daban cuenta de que pretendía algo imposible. Además, el ingreso de los Estados Unidos en la guerra ayuda a la derrota de Alemania, que firma su rendición el 8 de mayo de 1945, poco después del suicidio de Hitler. Entre julio y agosto de 1945, la Conferencia de Potsdam definió el mapa político de Europa y las zonas de ocupación en Alemania y Austria.
La guerra resultó en una gran pérdida de territorio, quince millones de alemanes expulsados, cuarenta y cinco años de división, ya que el país se separó en la Alemania oriental y la occidental, y lo más importante unos cinco millones de muertos en Alemania y más de cincuenta en el macabro balance final de la contienda.

## Alemania durante la Guerra Fría (1945–1989)

Zonas de ocupación

En la conferencia de Potsdam realizada en agosto de 1945, poco después de la rendición incondicional de la Alemania nazi el 8 de mayo de 1945, los aliados dividieron Alemania en cuatro zonas de ocupación militar: Francia al suroeste, Gran Bretaña al noroeste, Estados Unidos al sur, y la Unión Soviética al este. Las antiguas (1919-1937) provincias de Alemania al este de la Línea Oder-Neisse (Prusia oriental, el este de Pomerania y Silesia) fueron transferidas a Polonia, mudando el país hacia el oeste.
Alemania, como país dividido, encarnó la guerra fría como ningún otro país. La ocupación del territorio por parte de los aliados tuvo como icono al muro de Berlín y perduró más de cuatro décadas. A pesar de ser uno de los países derrotados en la guerra, Alemania (la República Federal Alemana) inició una fulgurante recuperación institucional a partir de los años 1950 y se transformó en la cuarta potencia económica a nivel mundial, superando a Reino Unido y Francia, que habían resultado vencedores en el conflicto.
Alemania da un giro radical en sus históricamente conflictivas relaciones con Francia, y luego de los tratados de Roma inicia junto a este país una política de acercamiento, que queda plasmada en el “tratado del Elíseo” de 1963. Desde entonces, las dos naciones han formado una dupla que hace frente común en cuanto a los asuntos internacionales.

## Reunificación de Alemania (1990)

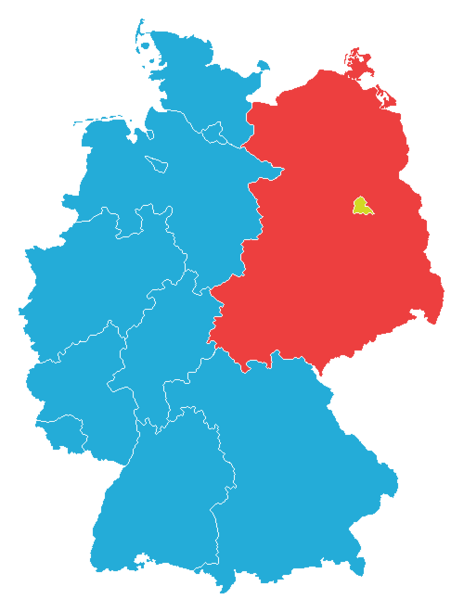
Mapa de la división en Alemania Occidental y Alemania Oriental, y Berlín Occidental en amarillo.

En septiembre de 1990, un mes antes de la reunificación alemana, las cuatro potencias aliadas y los dos Estados alemanes firmaron un tratado en Moscú (Tratado Dos más Cuatro) que ponía fin a los derechos y las responsabilidades de los poderes aliados respecto a Alemania. Las fuerzas soviéticas ubicadas en la Alemania oriental completaron su retiro el 31 de agosto de 1994 y una semana después le siguieron las fuerzas aliadas. Únicamente soldados estadounidenses y británicos, ubicados en el marco de la OTAN, permanecen en la República Federal.

## Alemania y la Unión Europea
En su calidad de Estado fundador, Alemania desempeña un papel central en la construcción de la Unión Europea (UE). Fue justamente el ministro francés de apellido germánico, Robert Schuman, quien en 1950 pronunció el discurso que, se considera, sentó las bases de la Unión.
Durante cinco décadas diferentes, mandatarios desde Konrad Adenauer hasta Gerhard Schröder han participado de manera decidida respaldando a la UE y convirtiendo a Alemania en el principal promotor de la Ampliación de la Unión.
En 2001 se da el paso más importante en materia de unión económica europea, con la creación de la Moneda Común de la UE, el euro (€), cuyo valor inicial era de 0,80 dólares estadounidenses dado que se pretendía competir en los mercados con cierta ventaja para los productos europeos. Durante cierto tiempo coexistieron las monedas locales, el marco alemán en este caso, como el euro hasta que aquellas (franco, marco, lira, peseta, escudos, etc.) fueron definitivamente abolidas en beneficio de la nueva moneda única europea.
En mayo de 2005, el parlamento alemán ratificó el Tratado por el que se establece una Constitución para Europa, que se pretendía que entrase en vigor el 11 de noviembre de 2006, después de que fuera ratificado por los Estados miembros, pero ante la victoria del “no” en Francia y Países Bajos, la cumbre del CUE del 15 y 16 de junio de 2006 tomó nuevas resoluciones.
Se estableció que, durante la presidencia del CUE en el primer semestre de 2007 a cargo de Alemania, se elaboraría una propuesta sobre la que no se fijaron detalles. Los miembros pactaron además celebrar una reunión el 25 de marzo de 2007 en Alemania para conmemorar el quincuagésimo aniversario de los Tratados de Roma. En esta cumbre, firmaron una declaración política que recogió los “valores y ambiciones” de la Unión.